# Bakerdania sellnicki
Bakerdania sellnicki är en spindeldjursart som först beskrevs av Krczal 1958.  Bakerdania sellnicki ingår i släktet Bakerdania och familjen Pygmephoridae. Inga underarter finns listade.